# Skt. Patricks dag
Sankt Patricks dag, forkortet Skt. Patricks dag (irsk: Lá Fhéile Pádraig), er en religiøs og kulturel helligdag, der afholdes d. 17. marts, der er den traditionelle dødsdag for skt. Patrick (ca. 385-461), og Irlands fremmeste skytshelgen.
Skt Patricks dag blev gjort til en officiel kristen helgendag i 1600-tallet, og den afholdes i den romerskkatolske krike, Den anglikanske kirke (særligt Church of Ireland), og ortodokse kirke og den lutheranske kirke. Dagens mindste sankt Patrick, og Kristendommens ankomst til Irland, og derudover fejrer den irske kultr og kulturarv generelt. Fejringer involverer offentlige parader og festivaller, céilithe, og folk er iført grønt tøj eller er dekoreret med shamrock. Det fejres særligt på irske pubber. Nogle kristne går også til udstjenester. Historisk har fasteregler for indtagelse af mad og alkohol været ophævet denne dag, hvilket har gjort helligdagens ofte løssupne fester mulige.
Skt. Patricks dag er en offentlig helligdag og nationaldag i Irland, Nordirland, den canadiske provins Newfoundland and Labrador (for statsansatte), og for Storbritanniens oversøiske territorium Montserrat. Dagen bliver dog også fejret steder med mange irske emmigranter eller efterkommere af irere som Storbritannien, Canada, USA, Australien, New Zealand og South Africa. Skt. Patricks dag bliver fejret i flere lande end nogen anden nationaldag. Moderne fejringer er blevet meget påvirket af irske emmigranter, særligt dem der blev udviklet i Nordamerika. Der har dog også været kritik af Skt. Patricks dag-fejringerne for at være blevet for kommercieliserede og for at give negative stereotyper associationer til irlændere.